# Antonina Petrova
Antonina Vasilievna Petrova (en ruso: Антонина Васильевна Петрова; 14 de marzo de 1915 – 4 de noviembre de 1941) fue una partisana y enfermera soviética que combatió integrada en las filas del Ejército Rojo durante la Segunda Guerra Mundial. Después de que su campamento fuera rodeado por las tropas del Eje, luchó hasta quedarse sin munición y después se suicidó. Por esta acción fue galardonada, el 8 de abril de 1941 póstumamente, con el título de Héroe de la Unión Soviética.

## Biografía

### Infancia y juventud
Petrova nació el 14 de marzo de 1915 en Streshevo, Petrogrado (actual San Petersburgo en Rusia) en el seno de una familia de campesinos rusos. Después de terminar la escuela de oficios, trabajó como costurera y luego en un albergue. Hasta la invasión alemana de la Unión Soviética a mediados de 1941, trabajaba en el comité del Komsomol del distrito de Luga como contable. Sus colegas la conocían como una persona seria que registraba las actas de las reuniones y rara vez decía mucho.

### Segunda Guerra Mundial

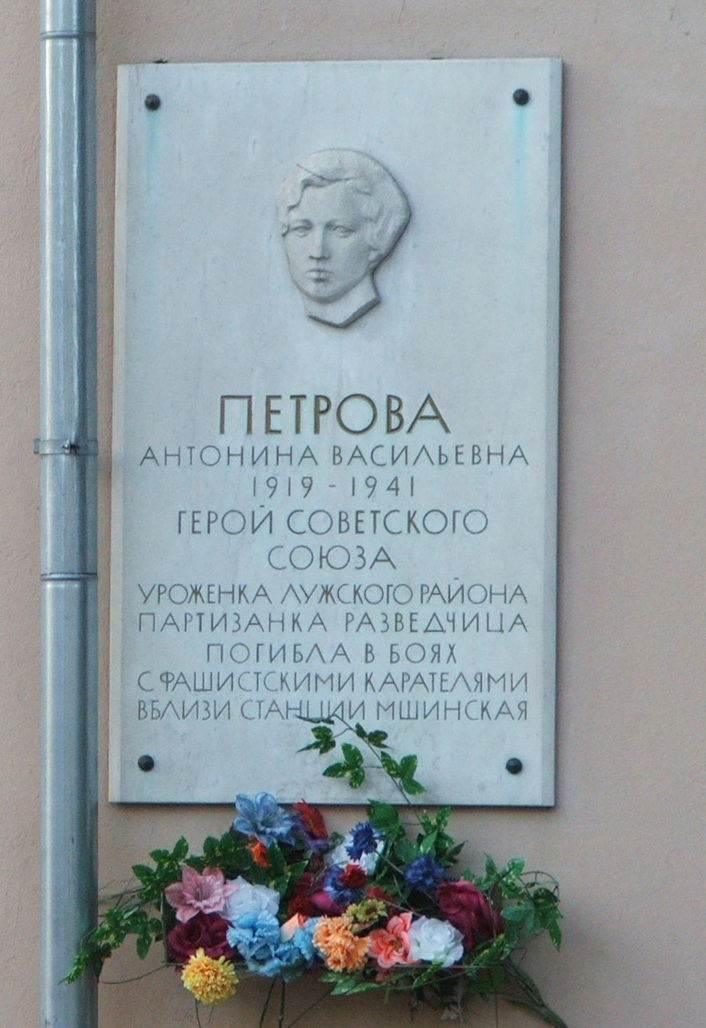
Placa conmemorativa en la calle Tosi Petrova en Luga, óblast de Leningrado

Inmediatamente después de la invasión alemana comenzó un curso de enfermería. Una vez finalizado, solicitó un puesto de enfermera en un batallón. Su batallón a menudo llevaba a cabo labores de sabotajes de carreteras y atacaba formaciones del ejército del Eje desde la retaguardia, dentro del territorio controlado por el enemigo. En su primera misión, se les asignó identificar la ubicación de las fuerzas enemigas que se acercaban a Luga y luego atacarlas. Como era enfermera, tuvo que rogarle a su comandante que la dejara participar en la emboscada, durante la cual se escondieron entre los arbustos al borde de la carretera, esperando que se acercara un vehículo del ejército alemán. Cuando el vehículo se acercó, varios miembros del regimiento atacaron mientras Petrova lanzaba una granada delante del coche para que los fusileros pudieran disparar contra los ocupantes. En agosto, después de completar con éxito la misión, fue reasignada al 2.º Destacamento Partisano bajo el mando de los hermanos Iván y Stanislav Poleiko. Esta unidad partisana estaba formada por sólo veintisiete personas. Junto con otros siete destacamentos partisanos, colocaron minas terrestres en un campo y cortaron líneas telefónicas y telegráficas.
Desde agosto hasta principios de octubre de 1941, el destacamento colocó minas en las carreteras Tolmachevo-Osmino y Luga-Lyady, dañó las vías del ferrocarril Tolmachevo-Mshinskaya y derribó cuatro aviones. Posteriormente, en octubre, destruyeron seis puentes, incluido uno en el vital ferrocarril Leningrado-Vítebsk. Petrova participó en casi todas las operaciones militares del destacamento y realizó varias misiones de reconocimiento. Durante una misión, después de enterarse de la llegada de un escuadrón antipartisano, informó al resto de su destacamento que estuvieran preparados, gracias a su intervención todos los miembros del destacamento pudieron escapar.
A finales de octubre, su destacamento fue enviado a la estación de Mshinskaya, pero el Eje se enteró de su despliegue. Por lo tanto, el 4 de noviembre, once de los partisanos que estaban estacionados en su campamento fueron abordados por un gran destacamento de tropas del Eje. Muy inferiores en número, la mayoría de los partisanos murieron mientras huían del área, pero Petrova tomó una ametralladora y comenzó a disparar contra los enemigos. Después de que se quedó sin municiones, varios soldados del Eje se abalanzaron sobre ella para intentar tomarla prisionera, pero ella se pegó un tiro para evitar ser capturada.

## Condecoraciones y reconocimientos
Por este acto se le concedió póstumamente el título de Héroe de la Unión Soviética y la Orden de Lenin el 8 de abril de 1942 por decreto del Presídium del Sóviet Supremo de la URSS. Además, se construyó un monumento donde murieron los partisanos y Petrova fue honrada con varios monumentos conmemorativos, así como con una calle, un escuadrón de jóvenes pioneros y una escuela secundaria fueron renombrados en su honor.